# Babinka prima
Babinka prima je druh vyhynulého prvohorního mlže, který poprvé popsal a pojmenoval paleontolog Joachim Barrande. Fosilní nálezy ukazují jeho výskyt v období ordoviku a evolučně se tak jedná o jednoho z nejstarších zástupců mlžů.

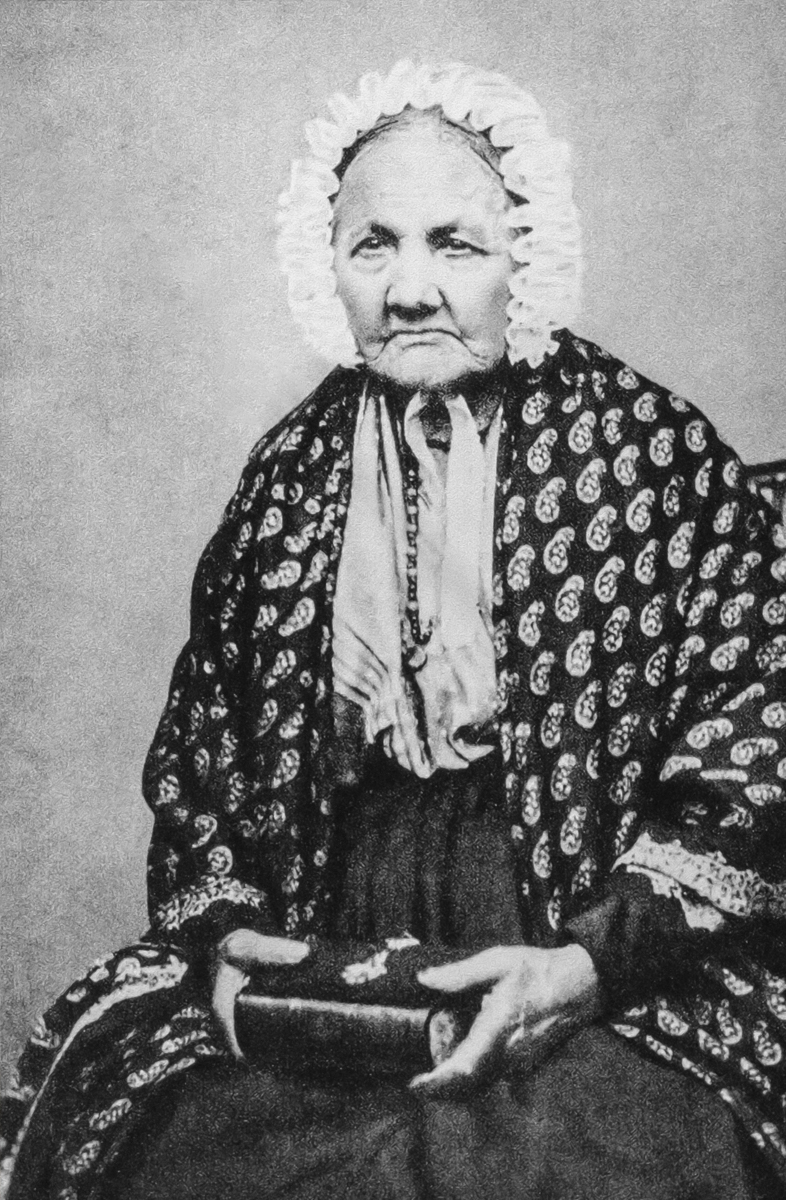
Barbora Nerudová, dlouholetá hospodyně Joachima Barranda, podle níž byla Babinka prima pojmenována

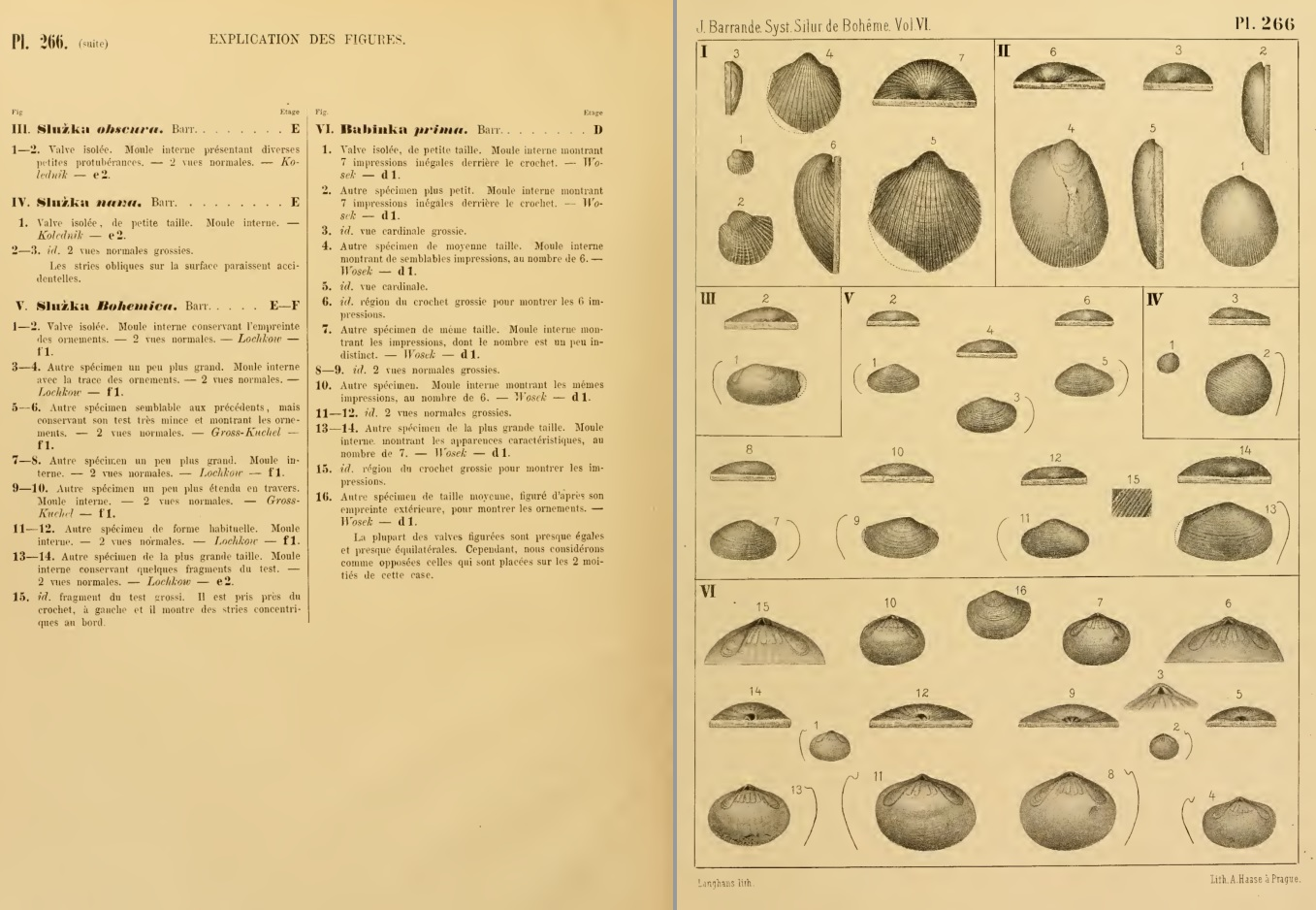
Ukázky mlžů Babinka prima a Služka z Barrandova díla

## Popis a výskyt
Relativně vzácně se vyskytující mořský mlž, jehož první nálezy popsal Barrande ve svém monumentálním díle Systême silurien du centre de la Bohême, kde ho lokalizoval v oblasti dnešního Barrandienu, a to v okolí Oseka. Vedle Čech byla Babinka prima později nalezena také ve Francii, Španělsku, Anglii a Maroku.
Babinka prima byla poměrně dlouho jediným popsaným druhem svého rodu. Až studie z roku 1969 představuje fosilní nálezy ze švédského Ölandu, které se od B.prima mírně liší tvarem a je pojmenován jako nový druh Babinka oelandensis.
Babinka prima byla nalezena v nejspodnějších středně-ordovických horninách (šárecké souvrství, st. llanvirn, raný a střední Darriwilian) české pánve a patří tak mezi první mlže, kteří se objevili ve fosilním záznamu. Z toho důvodu je chronologicky i morfologicky ideálním předkem pro nejranější mlže, kteří se náhle objevují na nalezištích středního siluru.

## Pojmenování
Joachim Barrande si uvědomoval, že se jedná o vzácnou a vývojově unikátní zkamenělinu. Zvolil pojmenování na počest své služebné, kterou byla matka spisovatele Jana Nerudy, Barbora Nerudová. Ta se mu přes třicet let starala o domácnost, a ač byla pouze o čtyři roky starší než sám Barrande, tak ji familiérně nazýval paní Bábinka. Díky Barrandovi se tak v případě Babinky jedná o jedno z mála rodových jmen, které nepochází z latiny ale z češtiny; dalším příkladem jsou např. mlži rodu Kralovna, Sluzka nebo Panenka.